# Fenómeno de 2012

Estela C de Quiriguá (Guatemala). En ella se lee la fecha baktún 13, 0 katunes, 0 tunes, 0 uinales, 0 kines, 4 ahau, 8 cumku. Es la fecha que corresponde a la actual era cosmogónica dentro de la mitología maya.

El fenómeno de 2012 fue una creencia escatológica que sostenía que el día del solsticio de diciembre del año 2012 ocurriría el fin del mundo. El solsticio sucedió el 21 de diciembre de 2012 a las 12:12 UTC (tiempo universal coordinado) sin que ocurriese nada especial. La creencia se basaba en que ese día concluye el baktún 13 del antiguo calendario mesoamericano de la cuenta larga.
Ciertos autores adherentes al movimiento de la nueva era han sostenido que a partir de esa fecha los habitantes de la Tierra experimentarían una transformación física o espiritual positiva que marcaría el comienzo de una nueva era.
Varias conjunciones astronómicas y fórmulas numerológicas fueron relacionadas con la fecha en cuestión, sin que la comunidad científica las aprobase. Los escenarios postulados para el fin del mundo incluían la colisión de la Tierra con algún cuerpo celeste, como Nibiru —hipotético astro propuesto por el escritor paranormal azerí Zecharia Sitchin (1920-2010)— o un asteroide errante; la interacción de nuestro planeta con un agujero negro; o el advenimiento de una etapa de gran actividad solar.
Por otro lado, los arqueólogos señalaron que en los códices o inscripciones mesoamericanas precolombinas no existe documentación sobre la «profecía maya» a la que aluden los proponentes de la misma, en tanto que los astrónomos y otros científicos rechazaron los pronósticos apocalípticos como pseudociencia, declarando que los eventos anticipados se contradecían con las más simples observaciones astronómicas. Por ejemplo, la NASA comparó los temores sobre el 2012 con el temor al fin del mundo del 31 de diciembre de 1999 (el problema del año 2000). Tampoco existe consenso sobre la correspondencia entre el calendario de la cuenta larga y el gregoriano, se suele usar el cálculo aportado por Goodman–Martínez–Thompson, pero no se tiene certeza de que sea el correcto, por tanto no hay tampoco ninguna garantía de que el final del baktún 13 se corresponda con el año 2012.

## Mitología y cómputo del tiempo en Mesoamérica

### Mitos de la creación en Mesoamérica
Los mitos mesoamericanos de la creación se basan en la creencia de que el tiempo es cíclico. Con la repetición del tiempo, la creación y destrucción del mundo habrían ocurrido en varias ocasiones, aunque el número de veces en que el mundo ha sido creado varía de una cultura a otra. Por ejemplo, los nahuas prehispánicos creían que los seres humanos contemporáneos vivían en la quinta era cosmogónica, bajo el Quinto Sol, y que los humanos de los mundos anteriores habían sido destruidos por cataclismos que arruinaron a los soles anteriores; los sobrevivientes habían sido convertidos en varias especies de animales.
El Popol vuh es una ventana a los mitos de la creación de la región maya. Escrito en idioma quiché con caracteres latinos durante la época colonial en las tierras altas de Guatemala, su autenticidad como texto de origen precolombino ha sido puesta en duda, pues existen numerosas similitudes entre el relato quiché y el Génesis del relato judeocristiano. De cualquier manera, se le considera una referencia de la antigua cosmogonía mayense. En el relato del Popol vuh, los seres humanos actuales son producto de la tercera creación, pues los dioses decidieron destruir las anteriores al resultar imperfectas. Sin embargo, no existe referencia alguna al intervalo de tiempo entre cada una de estas creaciones.

### Calendarios mesoamericanos
Entre los mesoamericanos de la época precolombina estuvieron en vigencia al menos dos tipos de calendarios. Estos eran el calendario solar —xiúhuitl entre los nahuas, haab entre los mayas, pije entre los zapotecos— constaba de 365 días, agrupados en 18 veintenas y cinco días vagos. Aunque el cálculo del período de la traslación terrestre en torno al Sol era bastante exacto entre los mesoamericanos, se ha puesto en duda que el calendario solar mesoamericano usara el sistema de años bisiestos.
Por otro lado, el calendario ritual de 260 días —tonalpohualli entre los nahuas; tzolkin entre los mayas— era un almanaque que resultaba de la combinación de veinte signos de los días con trece numerales. Este calendario servía para nombrar a las personas y para la adivinación del porvenir. Tanto el calendario solar como el calendario lunar coincidían cada 52 años. La interacción entre ambos sistemas de cómputo temporal ha sido denominada «rueda calendárica» por los especialistas en estudios mesoamericanos. 
Un tercer sistema de cómputo calendárico es la cuenta larga, que estuvo vigente en Mesoamérica desde el Preclásico Tardío hasta el final del Clásico. Aunque generalmente se atribuye a los mayas la invención de la cuenta larga, las más antiguas inscripciones en este sistema se han encontrado en objetos asociados a la cultura epiolmeca. No existe un solo método para correlacionar las fechas de la cuenta larga con el calendario gregoriano. Esto se debe a que los europeos conocieron la cuenta larga en el siglo XX, casi diez siglos después de que cayera en desuso. De entre las correlaciones propuestas, la de mayor uso es la llamada GMT (Goodman–Martínez–Thompson), que señala como fecha inicial del cómputo el 11 de agosto del 3114 a. C.
La unidad de medida de la cuenta larga era el kin (‘sol’, ‘día’ en idioma maya). Los kines se agrupaban en uinales, que constaban de 20 días. 18 uinales formaban un tun (360 días). Veinte tunes equivalían a un katún y veinte katunes formaban un baktún (144 000 días). De esa manera, la fecha maya de 8.3.2.10.15 representa 8 baktunes, 3 katunes, 2 tunes, 10 uinales y 15 días.
En 1957, la astrónoma y mayista estadounidense Maud Worcester Makemson (1891–1977) escribió que «la fase completa de un gran período de 13 baktunes podría haber sido de suma importancia para los mayas», en tanto que, en 1966, el escritor religioso Michael D. Coe afirmó en su libro The Maya (‘Los mayas’) que «existe una indicación [...] de que el Armagedón sorprenderá a las gentes degeneradas de este mundo y a toda la Creación en el último día del presente decimotercer [baktún]. Así, [...] nuestro universo actual será aniquilado cuando el Gran Ciclo de la Cuenta Larga llegue a su final».

### Objeciones
A principio de los años noventa, otros investigadores repitieron la visión apocalíptica de Coe. En contraste, otros afirmaron más tarde que, mientras que el final del decimotercer baktún podía llegar a ser un motivo de celebración, no marcaba el fin del calendario.

En las antiguas profecías de los mayas, los aztecas o los antiguos mesoamericanos no hay nada que sugiera que profetizaron un cambio repentino o importante de ningún tipo para 2012. La noción de un «gran ciclo» que llega a su fin es una invención completamente moderna.
Las inscripciones mayas que contienen predicciones del futuro coinciden en indicar que se esperaba que la vida continuase más o menos de la misma manera por siempre. En Palenque, por ejemplo, predicen que en el año 4772 d. C. la gente celebraría el aniversario de la coronación de su gran rey Pakal.
Mark van Stone (investigador mayista)

En 1990, los investigadores mayistas Linda Schele y David Freidel argumentaron que los mayas «no concebían que esto fuese el final de la Creación, como muchos han sugerido».
Susan Milbrath, curadora de arte y arqueología latinoamericanos del Museo de Historial Natural de Florida, declaró que «no tenemos ningún registro ni conocimiento de que los mayas pudieran pensar que el mundo llegaría a su fin».
Sandra Noble, directora ejecutiva de la Foundation for the Advancement of Mesoamerican Studies (‘Fundación para el avance de los estudios mesoamericanos’) de Crystal River (Florida) declaró: «Para los antiguos mayas, llegar al final de un ciclo completo era una gran celebración» y «el fenómeno del 2012 es un completo invento y, para mucha gente, una oportunidad de sacar un rédito económico».
«Habrá otro ciclo ―declaró E. Wyllys Andrews, director de la Universidad de Tulane―. Sabemos que los mayas pensaban que había habido uno antes de este, y eso implica que se sentían cómodos con la idea de la existencia de otro después de este».
«Creo que los libros populares [...] sobre lo que los mayas decían que sucederá están en realidad inventados sobre una base de muy poca evidencia», dijo Anthony Aveni, profesor de estudios de nativos americanos, antropología y astronomía de la Universidad de Colgate.
Debido a la gran cantidad de consultas recibidas en la NASA sobre el tema, dicha institución publicó un artículo a modo de FAQ (‘Preguntas más frecuentes’ en inglés) sobre la relación entre el 2012 y el supuesto fin del mundo.

## Referencia maya al decimotercer baktún
Los mayas contemporáneos al 2012 no dan ninguna trascendencia al decimotercer baktún. Aunque algunos grupos mayas en las tierras altas de Guatemala siguen utilizando la rueda calendárica, la «cuenta larga» fue empleada exclusivamente por los mayas clásicos, y descubierta por los arqueólogos en fechas relativamente recientes.
El mayor guatemalteco maya Apolinario Chile Pixtun y el arqueólogo mexicano Guillermo Bernal notaron que «apocalipsis» es un concepto occidental que tiene poco o nada que ver con las creencias mayas. Bernal cree que tales ideas han sido impuestas en los mayas por los occidentales porque sus propios mitos están «exhaustos».
El arqueólogo guatemalteco maya José Huchm declaró que «si fuera a algunas comunidades de habla maya y les preguntara sobre lo que va a pasar en 2012, seguramente no tendrían ninguna idea sobre ello. ¿Que el mundo se va acabar? No te creerían. Actualmente tenemos asuntos verdaderamente importantes, como la lluvia».
La importancia que los antiguos mayas le otorgaban al baktún número trece es incierta. La mayoría de las inscripciones de los mayas clásicos son estrictamente históricas y no contienen ninguna declaración profética. Existen, sin embargo, dos elementos del corpus clásico maya que mencionan el final del decimotercer baktún: El monumento 6 de Tortuguero y la escalinata jeroglífica 12 de La Corona. El Chilam balam también hace alusión a la fecha, pero es un documento tardío que no pertenece a la cultura maya clásica.

### Tortuguero
Las inscripciones de Tortuguero, que se encuentran en el extremo sur de Tabasco (México), fueron escritas en el siglo VII d. C. y consisten en una serie de inscripciones en honor del gobernante Bahlam Ajaw. En el Monumento Seis de Tortuguero se encuentra la única inscripción que se refiere al decimotercer baktún. Ha sido parcialmente dañada. Según una traducción de Sven Gronemeyer y Barbara MacLeod:

tzuhtzjo:m uy-u:xlaju:n pik (Se completará el decimotercer baktún)

chan ajaw u:x uni:w (Es el 4 ajaw 3 kankin)

uhto:m il? (y ocurrirá una «visión» [?].)

ye'ni/ye:n bolon yokte (Es el despliegue de B'olon-Yokte')

ta chak joyaj (en una gran «investidura».)

Se sabe muy poco sobre el dios Bolon Yokte. De acuerdo a un artículo de los investigadores Markus Eberl y Christian Prager (en British Anthropological Reports), su nombre está compuesto de los elementos «nueve», «Ok-te» (de significado desconocido), y «dios». Algunas confusiones en las inscripciones del período clásico sugieren que ya en esa época el nombre era antiguo y nada familiar para los amanuenses. Este dios también aparece en inscripciones de Palenque, Usumacinta y La Mar como un dios de la guerra y del inframundo. En una estela se le representa con una cuerda alrededor de su cuello, y en otra con una bolsa de incienso, todo lo cual significa un sacrificio realizado con el objeto de finalizar un ciclo de tiempo.

### ElChilam balam
Los Chilam balam son un grupo de historias proféticas mayas escritas después de la conquista española, transcritas en una forma modificada del alfabeto español. Se les atribuye a los chilam balam (‘profetas jaguares’). El Chilam balam de Tizimín ha sido traducido cuatro veces durante el siglo XX, con muchas disputas sobre el significado de sus pasajes. Un pasaje en particular es relevante para la interpretación del decimotercer baktún:

Lic u tal oxlahun bak chem, ti u cenic u (tzan a cen/ba nacom)i (ciac/cha') a ba yum(il/t)exe.

La arqueóloga Maud Worcester Makemson creyó que esta línea se refería a un «evento enormemente importante de la llegada del 13.0.0.0.0 4 ahau 3 kankin en un futuro no muy lejano». Su traducción de la línea dice:

Pronto, el decimotercer baktún vendrá navegando, figurativamente hablando, trayendo los ornamentos que yo he mencionado de tus antepasados.

Su versión del texto continúa: «Entonces, el dios vendrá a visitar a sus pequeños. Tal vez, "después de la muerte" será el tema de su discurso». Makemson fechó 13.0.0.0.0 en 1752 y, por lo tanto, el «un futuro no muy lejano» en sus anotaciones significaba un par de años después de que el escriba en Tizimín grabara su chilam balam. La traducción más reciente de Munro S. Edmonson no apoya esta lectura; él considera que la Cuenta Larga se encuentra casi enteramente ausente del libro, ya que el tun de 360 días fue reemplazado cerca de 1750 por un año cristiano de 365 días. Él traduce la línea como sigue:

...como la llegada de trece barcos de vela. Cuando los capitanes se visten, sus padres serán tomados.

Otros libros Chilam balam contienen referencias al decimotercer baktún, pero no está claro si tratan del pasado o del futuro; por ejemplo:
oxhun bakam u katunil (bakam trece de katunes) en el Chilam balam de Chumayel.
Bolon Yokte' K'uh apareció en el Chilam balam de Chumayel significa una aparente batalla o victoria contra los invasores españoles.

### Fechas más allá del decimotercer baktún

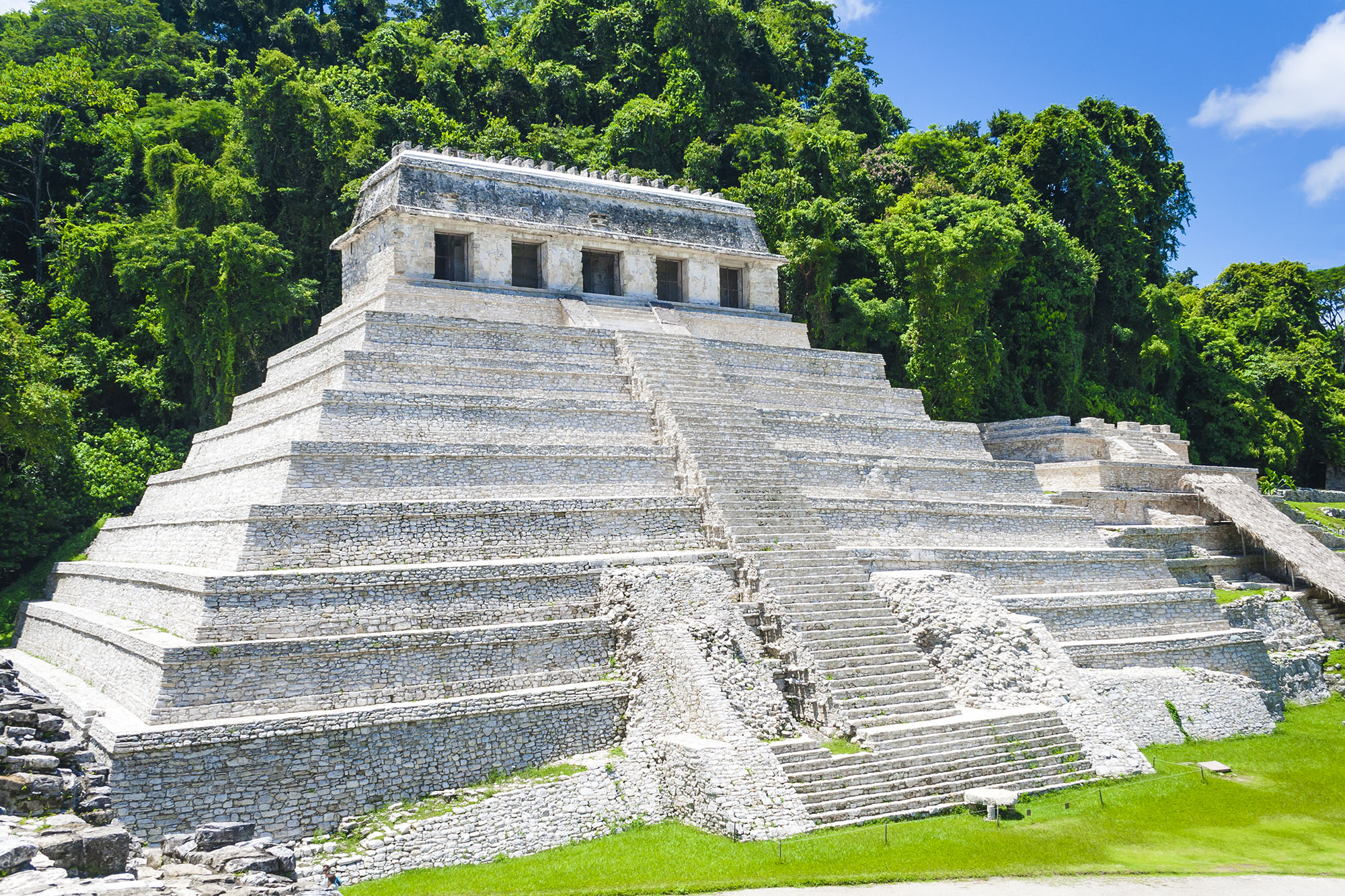
Templo de las Inscripciones.

Muchas inscripciones ocasionalmente referencian eventos futuros o conmemoraciones que ocurrirían en fechas que están situadas más allá de la fase completa del decimotercer baktún. Muchos de estos están en la forma de «fechas distantes» donde se da alguna fecha de la Cuenta Larga, junto con un Número Distante que es añadido a la fecha de la Cuenta Larga llegada en esa fecha futura. En un panel oeste en el Templo de las Inscripciones en Palenque, una sección de las proyecciones de texto en el futuro hacia el aniversario octogésimo de la Rueda Calendárica del gobernante palenque K'inich Janaab' Pakal accediendo al trono (La ascensión de Pakal ocurre en 9.9.2.4.8; equivalente al 27 de julio de 615 d. C. en el calendario proléptico gregoriano). Para ello, comenzando con la fecha de nacimiento de Pakal de 9.8.9.13.0 (24 de marzo de 603) y añadiendo a esto el Número Distante 10.11.10.5.8.
Este cálculo llega en el octogésimo aniversario de la rueda calendárica desde su ascensión, que está situado 4000 años después en el tiempo de Pakal: 21 de octubre de 4772 d. C.
Otro ejemplo es la estela uno en Cobá, que entrega una fecha de 13.13.13.13.13.13.13.13.13.13.13.13.13.13.13.13.13.13.13.13.0.0.0.0., es decir, diecinueve ciclos superiores al baktún, ubicándolo ya sea 4.134105 × 1028 (41 octillones) años en el futuro, o una distancia igual en el pasado.
De cualquier manera, esta fecha es tres quintillones de veces una era en el universo, indicando que no todos los mayas consideran el ciclo de 5125 años como el más importante.

## Creencias de la nueva era
Muchas afirmaciones sobre 2012 se trataban de una forma de mayanismo, una colección no codificada de creencias de la nueva era sobre la sabiduría y la espiritualidad del antiguo pueblo maya. El arqueoastrónomo Anthony Aveni dijo que mientras la idea de «equilibrar el cosmos» fuera prominente en la literatura del antiguo pueblo maya, y algunas personas del actual pueblo maya afirmen esta idea de una era de coexistencia, el fenómeno de 2012 no presentaba este mensaje en su forma original. En cambio, se relacionaba más bien con las doctrinas estadounidenses, como los movimientos de la nueva era, el milenarismo y la creencia en conocimientos secretos de tiempos y lugares distantes.
La literatura del 2012 presentaba temas establecidos tales como la «desconfianza hacia la cultura occidental dominante», la idea de la evolución espiritual y la posibilidad de liderar el mundo hacia la nueva era a través del ejemplo individual o de la consciencia conjunta de un grupo. La intención general de esta literatura no era advertir de una catástrofe inminente, sino «de fomentar simpatías contraculturales y, finalmente, un activismo sociopolítico y espiritual».
Aveni, quien ha estudiado las comunidades de la Nueva Era y de la SETI, describió la narrativa del 2012 como el producto de una sociedad «desconectada»: «Al no encontrar respuestas espirituales a las preguntas importantes de la vida dentro de nosotros mismos, buscamos afuera entidades imaginadas que se encuentran muy lejos en el espacio-tiempo —entidades que podrían estar en posesión de un conocimiento superior».
El final del baktún se convirtió, en 1975, en un tema de especulación de varios escritores de la nueva era, quienes creyeron que corresponderá a un «cambio de conciencia» global. En su libro Mexico mystique: the coming sixth age of consciousness (‘La mística de México: La próxima sexta era de la conciencia’), Frank Waters asimiló la fecha del 24 de diciembre de 2011 de Coe para la astrología y las profecías del Hopi, mientras José Argüelles y Terence McKenna (en sus libros The transformative vision y The invisible landscape, respectivamente) discuten el significado del año 2012, pero no específicamente un día. En 1987, el año en que el mantuvo el evento de Convergencia Armónica, Argüelles resuelve en la fecha del 21 de diciembre en su libro The maya factor: path beyond technology (‘El factor maya: el camino más allá de la tecnología’), en que afirmar en que la fecha, la Tierra pasaría a través de un enorme «haz de luz» desde el centro de la Galaxia, y que la alineación maya anticipa el evento.

### Alineación galáctica
A mediados de los años noventa, el escritor esotérico John Major Jenkins afirmó que el antiguo pueblo maya tuvo la intención de que el fin de su calendario coincidiera con el solsticio de invierno de 2012. Esta fecha estaría en línea con lo que él denominó la alineación galáctica.
En el sistema solar, las órbitas de los planetas y el Sol comparten aproximadamente el mismo plano, conocido como el plano de la eclíptica. Desde nuestra perspectiva en la Tierra, la eclíptica es la línea en el cielo por donde pasan el Sol y los planetas en todo el año. En el pasado, los astrónomos dividieron en 12 meses esa línea anual, y a cada mes (signo del zodíaco) le pusieron el nombre del dibujo que parecían conformar las estrellas. Cada mes, el Sol ―en su movimiento aparente a través del zodíaco― se encuentra en una de las constelaciones del zodíaco y, a todo del año, el Sol pasa a través de cada constelación en su turno. Adicionalmente, con el tiempo, el paso anual del Sol parece retroceder en sentido contrario al de las agujas del reloj por un grado cada 72 años. Este movimiento, llamado «precesión», es atribuido a un ligero tambaleo en el eje mientras este gira.
Como resultado, aproximadamente cada 2160 años, la constelación visible en la primera mañana del primavera del equinoccio cambia. En la tradición astrológica occidental, esto señala el final de una era astrológica (actualmente la Era de Piscis) y el comienzo de otra (Era de Acuario). En el curso de los 26 000 años, la precesión hizo un circuito completo alrededor de la eclíptica.
Justamente como el equinoccio de primavera en el hemisferio norte está actualmente en la constelación de Piscis, entonces el solsticio de invierno está actualmente en la constelación de Sagitario, que es la constelación zodiacal cruzada por el ecuador galáctico.
Cada año para los últimos 1000 años, el solsticio de invierno, desde la superficie de la Tierra, el Sol y el ecuador galáctico aparece hacia dentro de la alineación, y cada año, la precesión empuja la posición del Sol un poco más a través de banda de la Vía Láctea.

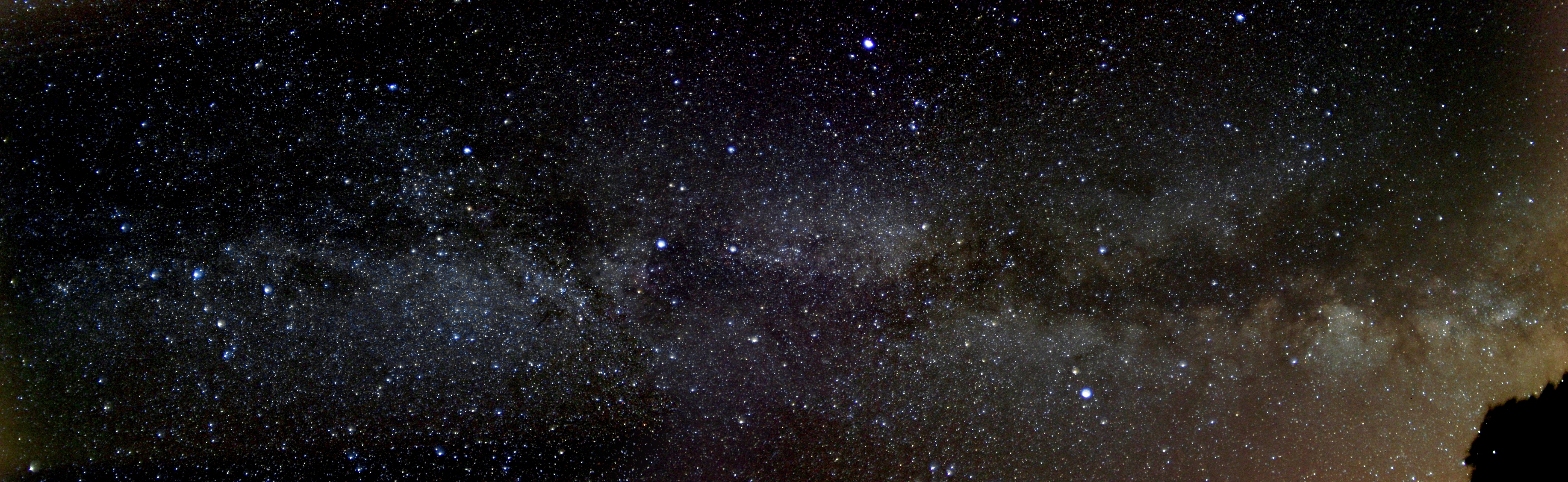
La Vía Láctea cerca de la constelación de Cisne mostrando el camino de la Gran Grieta (zona casi oscura del brazo de estrellas), que la civilización maya llama Xibalba Be, el ‘camino negro’.

Jenkins sugirió que los mayas basaron su calendario en las observaciones de la Gran Grieta, una banda de nubes de polvo oscuro en la Vía Láctea, que ellos lo llaman Xibalba Be, el ‘camino negro’. Jenkins afirmó que los mayas fueron conscientes del lugar de intersección del Camino Negro y entregaron a esta posición en el cielo un significado especial en su cosmología. De acuerdo con esta doctrina, en el solsticio de invierno de 2012 el Sol se alinearía exactamente con su punto de intersección.
Jenkins afirma que los mayas clásicos anticipan su conjunción y lo celebran como el presagio de una transición espiritual profunda para la humanidad.
Los defensores de la nueva era de la doctrina de la alineación galáctica discutieron esto, justamente como la astrología usa las posiciones de las estrellas y los planetas para hacer afirmaciones de eventos futuros, los mayas argumentaron sus calendarios con el objetivo de prepararse para eventos mundiales significativos. Jenkins atribuía las ideas de los chamanes del antiguo pueblo maya sobre el centro galáctico. Jenkins también asocia al Xibalba con un «árbol mundial», dibujando en estudios de la cosmología maya contemporánea (no antigua).
Los astrónomos argumentaron que el ecuador galáctico es una línea enteramente arbitraria, y que nunca puede ser determinado con precisión, porque es imposible decir exactamente donde la Vía Láctea comienza o termina.[cita requerida] Jenkins afirmaba que él planteó sus conclusiones acerca de la localización del ecuador galáctico a partir de observaciones encima de los 3400 m, que es más alto que cualquier asentamiento maya. Además, la alineación de precesión del Sol con cualquier punto simple no es únicamente para un año específico, pero toma lugar sobre un período de 36 años, correspondiendo a su diámetro. Jenkins mismo nota que, incluso entregó su locación determinada para la línea del ecuador galáctico, su convergencia más precisa con el centro del Sol ya ocurrió en 1998.
Allí no hay una evidencia clara de que los clásicos mayas fueron consciente de la precesión. Algunos escritores sobre los mayas, como Bárbara McLeod, Michael Grofe, Eva Hunt, Gordon Brotherston y Anthony Aveni han sugerido que algunas fechas sagradas mayas fueron controlados para ciclos de precesión, pero la opinión de los eruditos en el tema permanece dividida. Allí está también una pequeña evidencia, arqueológica o histórica, que los mayas ubicaron cualquier evento importante en los solsticios o equinoccios.
Es posible que inicialmente los mesoamericanos tuvieron un énfasis en los solsticios que fueron más tarde olvidados, pero esto es también un tema de discusión entre los investigadores.
La fecha inicial de la Cuenta Larga no es astronómicamente significante.

### Onda de tiempo cero y el «I ching»

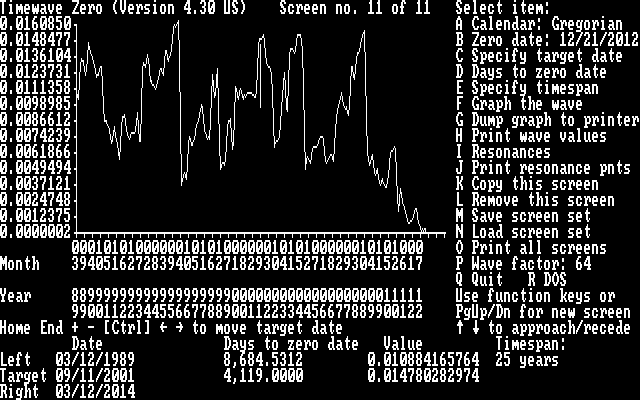
Una captura de pantalla del programa de ordenador Onda de tiempo cero, comercializado por Terence McKenna.

La «onda de tiempo cero» (en inglés: Timewave zero) es una fórmula numerológica que intenta calcular el decaída y el flujo de «lo novedoso», definido como un incremento en las interconexiones del universo o la complejidad organizada, en el tiempo.
De acuerdo a Terence McKenna, quien concibió la idea en los inicios de los años setenta, el Universo tiene un atracción teleológica hacia el fin del tiempo que incrementa interconexiones, finalmente alcanzando una singularidad de complejidad infinita en el 2012, en que cualquier punto y toda cosa imaginable ocurriría simultáneamente.
McKenna expresa «lo novedoso» en un programa de ordenador, que intenta producir una forma de ámbito conocida como «onda de tiempo cero» o la «onda de tiempo». Basada en la interpretación de McKenna de la secuencia de King Wen del I ching, el gráfico aparece mostrando períodos grandes de lo novedoso correspondiendo con los cambios mayores en la biología humana y la evolución sociocultural. Él cree que los eventos de ocurridos en cualquier tiempo son repetidamente relacionados con los eventos de otros tiempos, y eligen el momento de la bomba atómica en Hiroshima como la base para calcular su fecha final en noviembre de 2012. Cuando, más tarde, él descubrió que su fecha estaba cerca del fin del calendario maya, creyó que ambas fechas estaban relacionadas.
La primera edición de The invisible landscape se refiere al 2012 (como año, y no como fecha específica) solo dos veces. Esto fue solamente en 1983, con la publicación de la tabla revisada de Sharer de las correlaciones de fechas en la cuarta edición de The ancient maya de Morley, que cada uno se convenció de que 21 de diciembre de 2012, tendrá un significado importante. McKenna, posteriormente, incluyó esa fecha específica en la segunda edición de The invisible landscape, publicado en 1993.
En Colombia, el gran difusor del fin del mundo en 2012 ha sido Fernando Malkún, quien mantiene un blog y ha dado conferencias en varios países de Latinoamérica promoviendo sus ideas. En 1999 produjo el documental Los dueños del tiempo. Las siete profecías mayas, difundiendo ideas apocalípticas famosas en ese entonces. Sin embargo, a medida que se acerca la fecha ha cambiado su doctrina, sosteniendo que ha sido «mal interpretado» y que no habrá fin del mundo sino algunos cambios espirituales.

## Doctrinas sobre el fin del mundo
Una visión mucho más apocalíptica del año 2012 también se ha propagado en varios medios, describiendo el fin del mundo o de la civilización humana en esa fecha. Esta visión ha sido promulgada:
- Por la película 2012 (2009) de Roland Emmerich.

### Reversión geomagnética
Otra idea apocalíptica apuntaba a que el fin del mundo en 2012 vendría por un cambio geomagnético (intercambio de los polos magnéticos norte y sur), que sería generado por una erupción solar enorme «equivalente a 100.000 bombas atómicas».
Está creencia fue apoyada por supuestas observaciones que afirmaban que el campo magnético terrestre estaba debilitándose, y que podría ocasionar un intercambio en los polos norte y sur.
Los críticos, sin embargo, afirmaron que este suceso tomará unos 5000 años en completarse, y no comenzará en una fecha particular.
Como quedó demostrado, no hay ninguna evidencia científica que afirme la probabilidad de que ocurra una reversión geomagnética.
Los campos magnéticos del planeta son causados y regulados por el giro del núcleo interno dentro del núcleo fundido externo, y ese giro no puede ser cambiado por un agente externo al planeta como una erupción solar, por más potente que fuera. Un viento solar inmenso podría causar estragos en los satélites y en los teléfonos celulares.
Con respecto a la erupción solar, NOAA predice que en 2013 ―No 2012― habrá un viento solar máximo, y que será bastante débil, con aparición regular de manchas solares.
David Morrison, de la NASA, atribuye el miedo a una tormenta solar al popular físico Michio Kaku, quien afirmó en una entrevista con Fox News que en 2012 habría una gran actividad solar, que arruinaría el equipamiento electrónico de muchos satélites en órbita (no destruiría ningún satélite y definitivamente no se sentirá como una bomba atómica).

### Invasión extraterrestre
A finales de 2009, en foros de ufología comenzaron a circular rumores de que SETI había detectado varias naves del tamaño de ciudades viniendo hacia la Tierra, a menudo citando como evidencia una imagen particular del Digitized Sky Survey.
En diciembre de 2010 apareció un artículo en Examiner.com otra vez citando la fotografía, y declarando que la investigación de alta calificación del SETI nombrado «Craig Kasnov» ha reportado que tres «platillos volantes», cada uno con diez kilómetros de longitud, podrían llegar a la órbita terrestre para diciembre de 2012.
Este artículo fue mencionado en numerosos medios de comunicación, incluyendo en la versión en inglés del periódico Pravda.
Aunque nadie en el SETI conocía al susodicho Craig Kasnov. Por su parte, Craig Kasnoff, que coconcibió el proyecto SETI@home con David Gedye, declaró explícitamente que él jamás hizo tal informe.
El astrónomo Phil Plait anotó en su blog, que la supuesta fotografía del ovni parece un pedazo de arenilla o un defecto en la placa fotográfica.
También hizo notar que por usar una fórmula de ángulo pequeño, uno podría determinar que, si el objeto fuese tan grande como se afirma, estaría a una distancia más cercana a la Tierra que la Luna, haciendo entender que dicho objeto ya habría llegado a nuestro planeta.
En enero de 2011, Seth Shostak, astrónomo principal del SETI, emitió una nota de prensa demoliendo las afirmaciones.

## Influencia cultural
El fenómeno ha producido cientos de millones de dólares en ventas de libros sensacionalistas, así como decenas de miles de páginas web. «Pregunta a un astrobiólogo», una página web de apoyo de la NASA, ha recibido más de 5000 preguntas del público sobre el tema desde 2007, algunos preguntando si ellos deberían suicidarse, o poner a dormir a sus mascotas.
Muchas referencias ficticias contemporáneas al año 2010 refieren al 21 de diciembre como el día de un evento cataclísmico, incluyendo el libro 2009 de superventas El símbolo perdido de Dan Brown.
En la novela de zombis Guerra Mundial Z, por ejemplo, el 21 de diciembre de 2012 es la fecha en que inicia el brote de zombis que hace colapsar el mundo mientras que en la serie de ciencia ficción y terror X-Files es la fecha en que una especie alienígena conocida como los colonizadores planeo invadir la Tierra.
Desde los años 2000 History Channel hizo varios documentales incluyendo Los ultimos dias de la Tierra (2006), 2012 Nostradamus (2008), Efecto Nostradamus (2009) y 2012: El Fin de las Profecias (2011) además de dedicar un capítulo de su serie Alienígenas Ancestrales al tema desde el punto de vista de los teóricos de los antiguos astronautas, Discovery Channel transmitió un episodio del documental Desifrando la Historia titulado 2012: El Dia del Juicio Final (2007), mientras que en 2012 National Geographic estreno su propia serie documental sobre las formas en las que el mundo llegaría a su fin,
El reality colombiano Desafío transmitió el especial Desafío 2012: El fin del mundo y en el videojuego GTA algunos se pusieron a crear videos del "apocalipsis de 2012" mientras que Los Simpson lo parodian en el especial de haloween Treehouse of horror XXIII, en Youtube y Facebook también publicaron videos y raps sobre el tema.  
La película de desastres del año 2009 2012 del director alemán Roland Emmerich fue inspirada por el fenómeno, y una promoción avanzada antes de su lanzamiento incluye una sigilosa campaña de marketing en donde spots televisivos y páginas de un ficticio «Instituto para la Continuidad Humana» llama al pueblo a prepararse para el fin del mundo. Mientras esas promociones no hacían mención de la película en sí, algunos espectadores creyeron estar siendo informados por astrónomos reales, lo que les causó pánico,
Aunque la campaña fue criticada, la película se convirtió en una de la más exitosa del año, recaudando cerca de 770 millones de dólares en todo el mundo, pero esta no fue la única película titulada "2012", existen otras tres películas producidas por The Asylum que la mayoría del público no conoce en especial las películas 2012: Dia del juicio final (2008) y 2012: Supernova (2009), la última fue 2012: Era de hielo (2011).
La película Melancolía (2011) de Lars Von Trier incluye un argumento en donde un planeta emerge detrás del Sol para luego dirigirse a una colisión con la Tierra.
Al anunciar la compra de su compañía de la película, el director de Magnolia Pictures dijo en un comunicado de prensa: «Mientras el apocalipsis del 2012 está sobre nosotros, estamos preparados a tiempo para una última cena cinéfila».
La canción «2012 (It Ain't the End)» del cantante británico Jay Sean se refiere también al fenómeno.
La canción «Till the World Ends» (2011) de la cantante estadounidense Britney Spears también hace referencia al fenómeno, y de hecho el video musical de esta canción se ambienta en un apocalíptico 21 de diciembre de 2012, saliendo dicha fecha al inicio del video con meteoritos cayendo y el mundo destruyéndose.